# Gnomulus
Genre
Synonymes
- Pelitnus Thorell, 1891

Gnomulus est un genre d'opilions laniatores de la famille des Sandokanidae.

## Distribution
Les espèces de ce genre se rencontrent en Asie du Sud-Est, en Asie du Sud et en Chine,.

## Liste des espèces
Selon World Catalogue of Opiliones (13/10/2021) :
- Gnomulus aborensis (Roewer, 1913)
- Gnomulus annamiticus Schwendinger & Martens, 2006
- Gnomulus annulipes (Pocock, 1897)
- Gnomulus armillatus (Thorell, 1891)
- Gnomulus asli Martens & Schwendinger, 1998
- Gnomulus baharu Schwendinger, 1998
- Gnomulus bedoharvengorum Schwendinger & Martens, 2006
- Gnomulus carinatus Schwendinger & Martens, 2002
- Gnomulus claviger Schwendinger & Martens, 2002
- Gnomulus coniceps Martens & Schwendinger, 1998
- Gnomulus conigerus (Schwendinger, 1992)
- Gnomulus crassipes Schwendinger & Martens, 2002
- Gnomulus crucifer Martens & Schwendinger, 1998
- Gnomulus dalat Schwendinger & Martens, 2006
- Gnomulus drescoi (Šilhavý, 1962)
- Gnomulus exsudans Schwendinger & Martens, 2002
- Gnomulus goodnighti (Suzuki, 1977)
- Gnomulus hamatus Schwendinger & Martens, 2002
- Gnomulus hirsutus Martens & Schwendinger, 1998
- Gnomulus hutan Schwendinger & Martens, 2002
- Gnomulus hyatti (Martens, 1977)
- Gnomulus imadatei (Suzuki, 1969)
- Gnomulus insularis (Roewer, 1927)
- Gnomulus javanicus Schwendinger & Martens, 2002
- Gnomulus laevis (Roewer, 1915)
- Gnomulus lannaianus (Schwendinger, 1992)
- Gnomulus laruticus Martens & Schwendinger, 1998
- Gnomulus latoperculum Schwendinger & Martens, 2002
- Gnomulus lemniscatus Schwendinger & Martens, 2006
- Gnomulus leofeae Schwendinger & Martens, 2002
- Gnomulus leyteensis Martens & Schwendinger, 1998
- Gnomulus lomani Schwendinger & Martens, 2002
- Gnomulus maculatus Martens & Schwendinger, 1998
- Gnomulus marginatus Schwendinger & Martens, 2002
- Gnomulus matabesar Schwendinger & Martens, 2002
- Gnomulus minor Tsurusaki, 1990
- Gnomulus monticola Schwendinger & Martens, 2002
- Gnomulus obscurus Schwendinger & Martens, 2002
- Gnomulus palawanensis (Suzuki, 1982)
- Gnomulus piliger (Pocock, 1903)
- Gnomulus pilosus Schwendinger & Martens, 2002
- Gnomulus pulvillatus (Pocock, 1903)
- Gnomulus roingii Bastwade, 2006
- Gnomulus rostratoideus Schwendinger & Martens, 2002
- Gnomulus rostratus Thorell, 1890
- Gnomulus ryssie Schwendinger & Martens, 2002
- Gnomulus saetosus Schwendinger & Martens, 2006
- Gnomulus segnipes (Loman, 1892)
- Gnomulus sinensis Schwendinger & Martens, 2002
- Gnomulus spiniceps Schwendinger & Martens, 2002
- Gnomulus sumatranus Thorell, 1891
- Gnomulus sundaicus (Schwendinger, 1992)
- Gnomulus thorelli (Sørensen, 1932)
- Gnomulus tuberculatus Schwendinger & Martens, 2002
- Gnomulus tumidifrons Schwendinger & Martens, 2002

## Publication originale
- Thorell, 1890 : « Aracnidi di Pinang raccolti nel 1889 dai signori L. Loria e L. Fea. » Annali del Museo Civico di Storia Naturale di Genova, sér. 2, vol. 10, p. 269-383 (texte intégral).